# Castle Bravo
Castle Bravo (phiên âm tiếng Việt Cát-xtơ Bra-vô) là mã của một vụ thử nghiệm nổ bom hydro nhiên liệu rắn của Mĩ - và cũng là vũ khí hạt nhân lớn nhất mà nước này cho nổ được với đương lượng nổ 15 Mt, vượt xa dự tính ban đầu 6.0 Mt. Quả bom này được nổ thử tại đảo san hô vòng Bikini, quần đảo Marshall, và là vụ thử đầu tiên trong khuôn khổ chiến dịch Castle.
Về lượng phóng xạ của quả bom - vốn được dự định sẽ là một vụ thử bí mật - chúng đã rơi xuống các đảo Rongelap và Utirik và phát tán khắp thế giới. Chính lượng phóng xạ này đã làm thủy thủ đoàn trên tàu cá Nhật Bản Daigo Fukuryũ Maru (tàu cá Lucky Dragon số 5) bị nhiễm xạ và có 1 thành viên đã thiệt mạng.
Và vụ thử nghiệm quả bom đã đánh chìm tàu sân bay Saratoga(CV-3).

## Cấu tạo
Castle Bravo là một thiết bị nhiệt hạch không đông lạnh "Shrimps" và là một phần trong chương trình thử nghiệm vũ khí nhiệt hạch. Castle Bravo đã thành công trong việc sử dụng thiết bị nhiệt hạch không đông lạnh khiến thiết bị đông lạnh trong Ivy Mike trở nên lỗi .